# Aldo Tomás Fernández
Tomás Fernández (Junín, Buenos Aires, Argentina; 11 de febrero de 1998) es un futbolista argentino que se desempeña como extremo derecho y juega en San Martín de San Juan, de la Primera División de Argentina.

## Trayectoria
Surgido de las categorías inferiores de Boca Juniors, hizo su debut profesional el 1 de septiembre de 2018 con Agropecuario, equipo al que fue cedido para la temporada 2018-19 de la Primera B Nacional, en la victoria 1 a 0 frente a Instituto de Córdoba, por la fecha 2 del campeonato de ascenso. Con el equipo de Carlos Casares disputó 13 partidos y no anotó goles.
El segundo semestre de 2019 vuelve a salir cedido, esta vez a Cerro Largo F. C. de la Primera División de Uruguay, donde en año y medio en el club realizó 6 goles y 10 asistencias en 42 partidos jugados.
En 2021 es prestado nuevamente, ahora a Tigre, con los que obtendría el Campeonato de Primera Nacional 2021, logrando así el ascenso a la máxima categoría del fútbol argentino. Con los de Victoria, jugó 22 partidos, anotando 6 goles y dando 3 asistencias.
El año siguiente sale en condición de préstamo otra vez, a San Martín de San Juan, para disputar el Campeonato de Primera Nacional 2022. Ese año con los sanjuaninos, Fernández jugó 27 partidos, realizando 4 goles y 5 asistencias.
Por quinta vez consecutiva, en 2023, Boca Juniors lo cede de nuevo, ahora a Deportivo Maldonado, volviendo a jugar en el fútbol uruguayo. Esa temporada la terminó con 7 goles y 1 asistencia en 32 partidos.
En 2024 es nuevamente cedido a préstamo, esta vez a San Martín de San Juan, de la Primera Nacional, siendo este su segundo ciclo en el club. Debuta ese año el 4 de febrero, en la victoria 1 a 0 frente Alvarado, por la primera fecha del Campeonato de Primera Nacional 2024. Ese año junto con el conjunto cuyano, logró el ascenso a la Liga Profesional Argentina.

## Estadísticas

### Clubes
Actualizado hasta su último partido disputado el 17 de marzo de 2025.
| Club                          | Div.          | Temporada     | Liga  | Liga  | Liga   | Copas nacionales | Copas nacionales | Copas nacionales | Copas internacionales | Copas internacionales | Copas internacionales | Total | Total | Total  |
| Club                          | Div.          | Temporada     | Part. | Goles | Asist. | Part.            | Goles            | Asist.           | Part.                 | Goles                 | Asist.                | Part. | Goles | Asist. |
| ----------------------------- | ------------- | ------------- | ----- | ----- | ------ | ---------------- | ---------------- | ---------------- | --------------------- | --------------------- | --------------------- | ----- | ----- | ------ |
| Agropecuario Argentina        | 2.ª           | 2018-19       | 13    | 0     | 0      | —                | —                | —                | —                     | —                     | —                     | 13    | 0     | 0      |
| Agropecuario Argentina        | Total club    | Total club    | 13    | 0     | 0      | 0                | 0                | 0                | 0                     | 0                     | 0                     | 13    | 0     | 0      |
| Cerro Largo F. C. · Uruguay   | 1.ª           | 2019          | 19    | 3     | 6      | —                | —                | —                | —                     | —                     | —                     | 19    | 3     | 6      |
| Cerro Largo F. C. · Uruguay   | 1.ª           | 2020          | 21    | 3     | 4      | —                | —                | —                | 2                     | 0                     | 0                     | 23    | 3     | 4      |
| Cerro Largo F. C. · Uruguay   | Total club    | Total club    | 40    | 6     | 10     | 0                | 0                | 0                | 2                     | 0                     | 0                     | 42    | 6     | 10     |
| C. A. Tigre Argentina         | 2.ª           | 2021          | 19    | 6     | 3      | 3                | 0                | 0                | —                     | —                     | —                     | 22    | 6     | 3      |
| C. A. Tigre Argentina         | Total club    | Total club    | 19    | 6     | 3      | 3                | 0                | 0                | 0                     | 0                     | 0                     | 22    | 6     | 3      |
| San Martín (SJ) Argentina     | 2.ª           | 2022          | 27    | 4     | 5      | —                | —                | —                | —                     | —                     | —                     | 27    | 4     | 5      |
| Deportivo Maldonado · Uruguay | 1.ª           | 2023          | 29    | 7     | 1      | 1                | 0                | 0                | 2                     | 0                     | 0                     | 32    | 7     | 1      |
| Deportivo Maldonado · Uruguay | Total club    | Total club    | 29    | 7     | 1      | 1                | 0                | 0                | 2                     | 0                     | 0                     | 32    | 7     | 1      |
| San Martín (SJ) Argentina     | 2.ª           | 2024          | 23    | 3     | 2      | —                | —                | —                | —                     | —                     | —                     | 23    | 3     | 2      |
| San Martín (SJ) Argentina     | 1.ª           | 2025          | 9     | 1     | 2      | —                | —                | —                | —                     | —                     | —                     | 9     | 1     | 2      |
| San Martín (SJ) Argentina     | Total club    | Total club    | 59    | 8     | 9      | 0                | 0                | 0                | 0                     | 0                     | 0                     | 59    | 8     | 9      |
| Total carrera                 | Total carrera | Total carrera | 160   | 27    | 23     | 4                | 0                | 0                | 4                     | 0                     | 0                     | 168   | 27    | 23     |
| 1. 2.                         |               |               |       |       |        |                  |                  |                  |                       |                       |                       |       |       |        |

## Palmarés

### Torneos nacionales
| Título           | Club        | País      | Año  |
| ---------------- | ----------- | --------- | ---- |
| Primera Nacional | C. A. Tigre | Argentina | 2021 |

### Otros logros
- Ascenso a la Primera División de Argentina con San Martín de San Juan en 2024.